# Tigres B
Il Tigres B, noto principalmente con la sua prima denominazione Tigrillos de la UANL, è stata una società calcistica messicana con sede a San Nicolás de los Garza. Era una filiale del Tigres UANL.

## Storia
Il club fu fondato nel 1991 come Tigrillos de la UANL. Venne iscritto in Tercera División dove rimase fino al termine della stagione 1993-1994 quando riuscì a vincere il campionato contro il Coacalco guadagnando la promozione in Segunda División. Giunto nel terzo livello del calcio messicano impiegò due soli anni per centrare la promozione in Primera A, vincendo lo spareggio finale contro il Tapatío.
Nella stagione 1996-1997 militò nello stesso campionato del Tigres UANL pur essendone squadra filiale, fatto unico nel calcio messicano. Per via del regolamento che impediva l'utilizzo dello stesso nome a più compagini dello stesso campionato, il club cambiò momentaneamente nome in U de NL con chiaro riferimento alle proprie origini, salvo poi ripristinare la denominazione originaria dopo la promozione del club principale al termine della stagione.
Nel Torneo Verano 1997 riuscì a qualificarsi per la Liguilla dove fu estromesso in semifinale dal Correcaminos UAT mentre nel Verano dell'anno seguente conquistò il suo primo titolo di seconda serie battendo nella finale dei playoff il CD Zacatepec con il punteggio di 4-3 nel doppio confronto, riuscendo a ribaltare la sconfitta per 1-3 nel match di andata. Tuttavia non riuscì a centrare la promozione in Primera División, perdendo il doppio confronto contro il Pachuca, campionato del torneo Invierno 1997.
Nei successivi campionati il rendimento dei Tigrillos scese notevolmente, con il club che si ritrovò invischiato più volte nella lotta per non retrocedere. Al termine del torneo Verano 1999 la direttiva del Tigres UANL decise di trasferire il club a Ciudad Juárez cambiandone il nome in Tigres de Ciudad Juárez, restituendo un club in Ascenso alla città dopo sette anni di assenza.
Nel 2001 vi fu uno scambio fra Tigres UANL e Monterrey: Il Saltillo Soccer, amministrato dai Rayados, venne ceduto al Tigres mentre il percorso inverso venne effettuato dal Tigres de Ciudad Suárez, che cambiò nome in Cobras Juárez. Il nuovo club rinominato Tigrillos de Saltillo ottenne come miglior risultato la finale del torneo Verano 2002, perso contro il San Luis.
In vista della stagione 2003-2004 il club fu trasferito a Città del Messico, dove per una stagione funse da squadra filiale per l'América sotto la denominazione di Tigrillos Coapa. Nella stagione seguente il Tigres ne riprese il controllo cambiandone nuovamente la sede, questa volta a Los Mochis sotto il nome Tigrillos Broncos; Dopo il torneo di Clausura 2005 il club venne ceduto al Monterrey che ne fece la sua seconda squadra mentre il Cobras Juárez cedette la sua franchigia al Tigres, che mantenne la sede della stagione precedente scegliendo come nome Tigres Los Mochis.
Nella stagione 2007-2008 il club si trasferì a Reynosa sotto il nome Tigres B, per poi tornare a San Nicolás de los Garza la stagione seguente. Questa fu di fatto l'ultima nella storia del club, che si sciolse dopo la riforma che ha portato la Primera "A" a diventare la nuova Liga de Ascenso con conseguente abolizione dei club filiali.
Negli anni seguenti vi furono apparizioni di altre squadre affiliate al Tigres UANL nella terza divisione messicana come il Cachorros UANL fra il 2010 ed il 2015 ed il Tigres Premier nella stagione 2015-2016, ma si trattò di altre società non considerate prosieguo dell'originario Tigrillos.

## Cronistoria del nome
- Tigrillos UANL: (1991-1999) Nome del club dopo la sua fondazione (nella stagione 1996-1997 di chiamo U de LN).
- Tigres Ciudad Juárez: (1999-2001) Nome del club dopo il trasferimento nella città di Ciudad Juárez.
- Tigrillos Saltillo: (2001-2003) Nome del club dopo il trasferimento nella città di Saltillo.
- Tigrillos Coapa: (2003-2004) Nome del club nella stagione come filiale del Club América.
- Tigrillos Broncos: (2004-2005) Nome del club dopo il trasferimento nella città di Los Mochis.
- Tigres Los Mochis: (2005-2007) Nome del club dopo lo scambio di club con il Monterrey e l'acquisizione del Cobras.
- Tigres B: (2007-2009) Nome del club dopo il trasferimento a Reynosa e mantenuto al ritorno a San Nicolás de Garza fino al suo scioglimento.

## Palmarès

### Competizioni nazionali
- Primera División A: 1

Verano 1998
- Segunda División: 1

1995-1996
- Tercera División: 1

1993-1994

### Altri risultati
Campeón de Ascenso
Finalista: 1997-1998
- Primera División A

Finalista: Verano 2002